# Cyrille de Tourov
Pour les articles homonymes, voir Cyrille.
Cyrille de Tourov est un évêque et théologien de l'Église orthodoxe (né vers 1130 à Touraw, mort vers 1182 à Touraw).

## Biographie
Cyrille vécut à Touraw (Tourov), dans l'actuelle Biélorussie. Il venait d'une famille riche et avait reçu une éducation soignée. Très jeune, il est devenu moine et s'est engagé dans des activités littéraires. Il était connu pour ses talents de prédicateur. Une douzaine de ses sermons a été publiée par des compilateurs d'ouvrages religieux dans différents pays. Il est l'un des premiers écrivains de la Rus. « Ses sermons, tout en n'étant que des compilations, sont vivants, dramatiques et inspirés » selon Georges Florovsky.

## Culte
Plusieurs églises lui sont consacrées à Minsk, Touraw, Svietlahorsk, Londres, Brooklyn et Toronto.

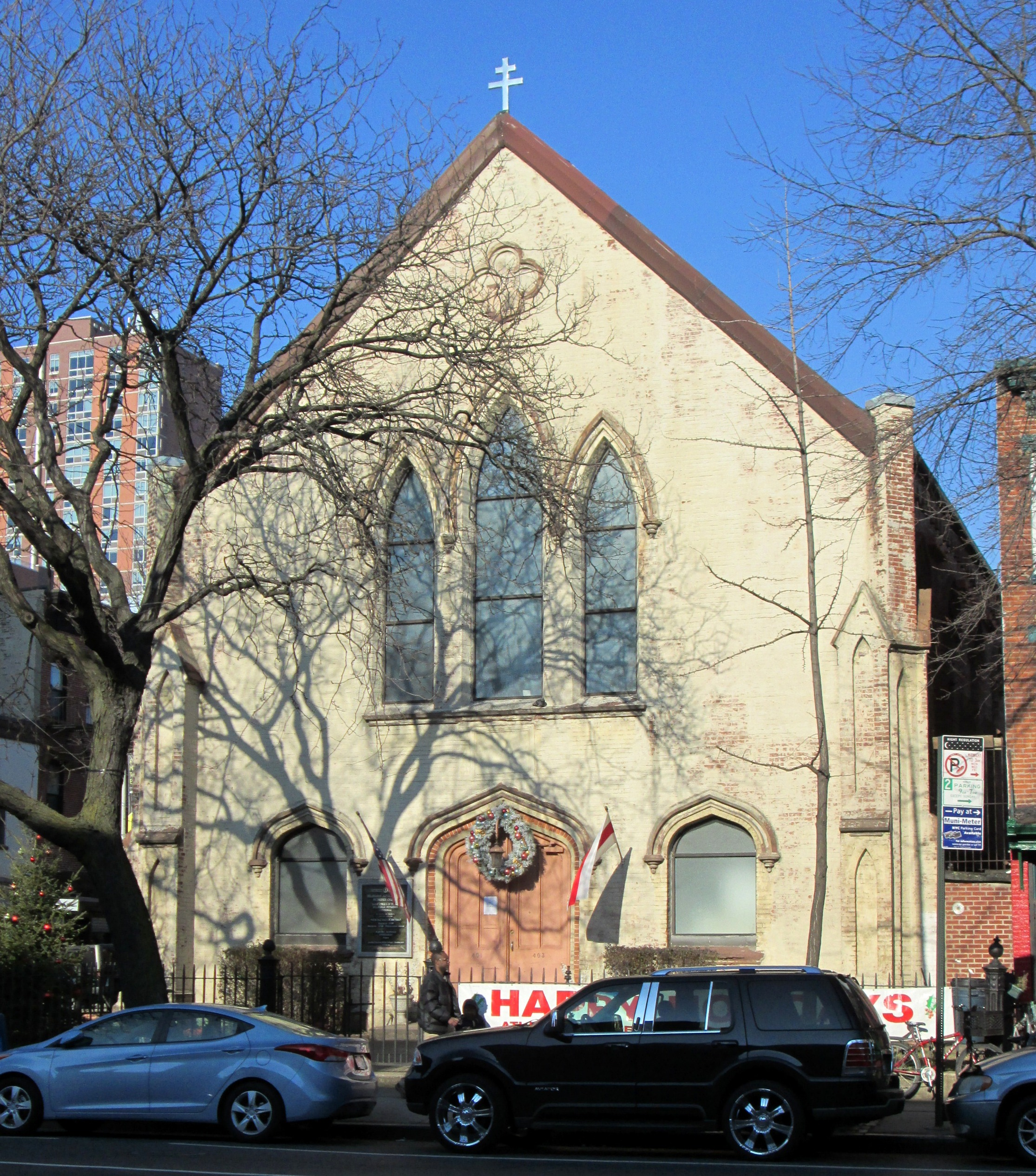
Cathédrale Saint-Cyrille-de-Tourov de New York.
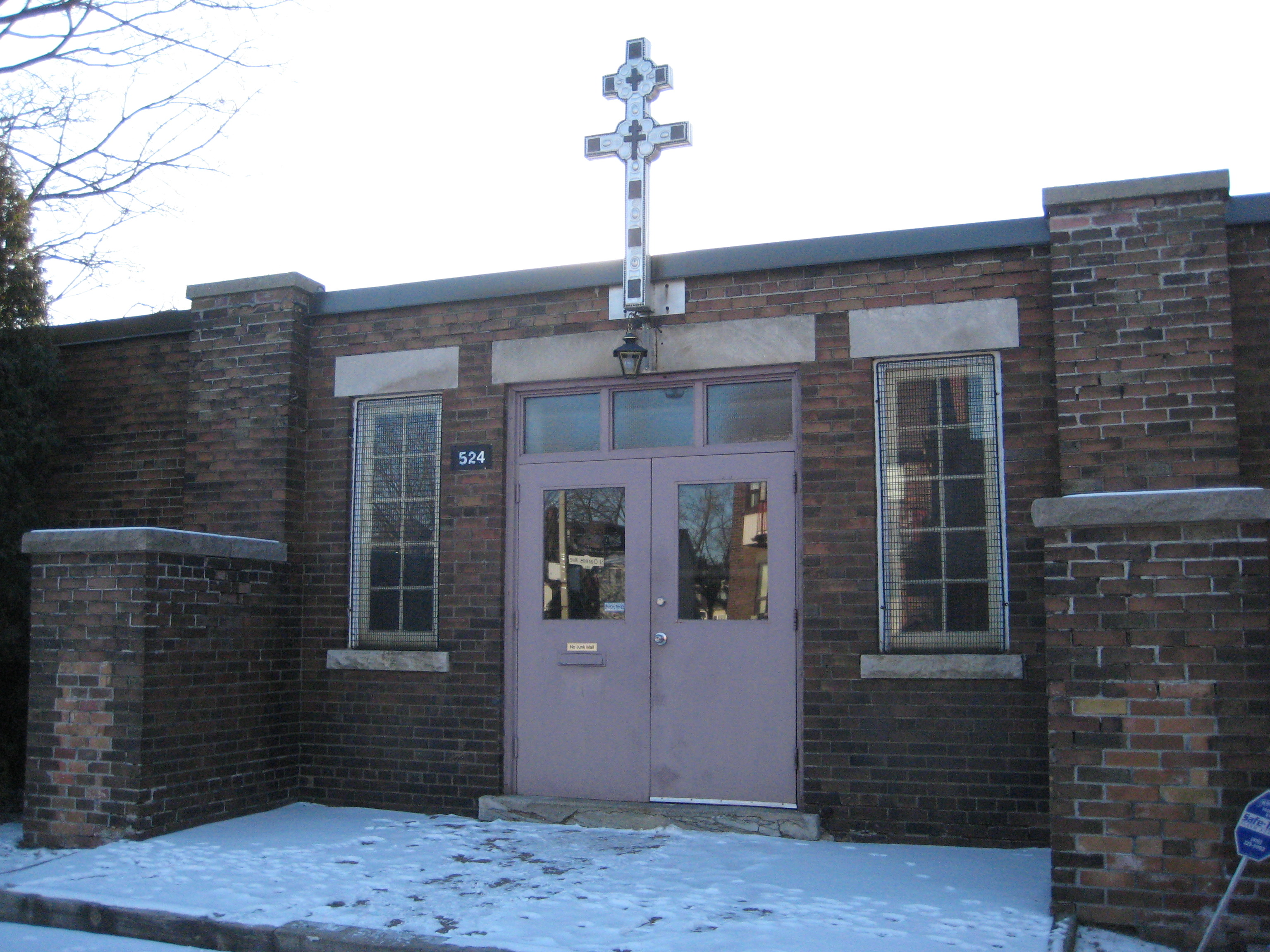
Église Saint-Cyrille-de-Tourov de Toronto.
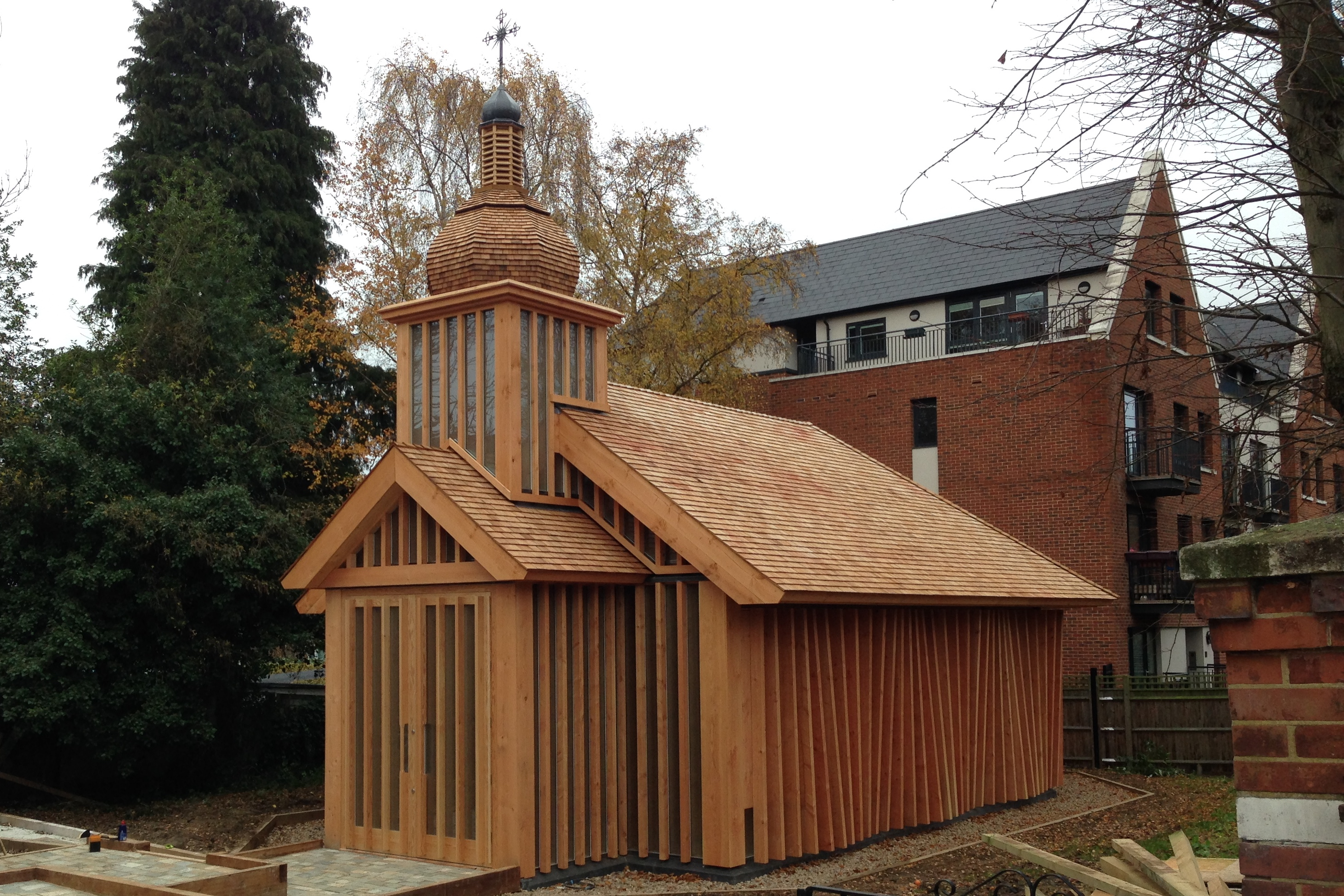
Église Saint-Cyrille-de-Tourov-et-de-tous-les Saints-Patrons-du-Peuple-biélorusse, Londres